# カデナング・ギント
『カデナング・ギント』（原題: Kadenang Ginto）は、フィリピンのテレビドラマ。ABS-CBNで2018年8月13日から2020年2月7日まで放送された。

## 登場人物
カサンドラ「カッシー」アンドラダ・モンドラゴン
演：フランシーヌ・ディアス
マーガレット「マルガ」モンドラゴン・バルトロメ
演：アンドレア・ブリジャンテス
ロミナ・アンドラダ・モンドラゴン
演：ビューティー・ゴンザレス
ロベルト「ロバート」モンドラゴン
演：アルバート・マルティネス
ダニエラ・モンドラゴン・バルトロメ
演：ディンプル・ロマーナ
カルロス・バルトロメ
演：エイドリアン・アランディ